# NGC 7763
NGC 7763 (również PGC 72565) – galaktyka eliptyczna (E-S0), znajdująca się w gwiazdozbiorze Wodnika. Odkrył ją Francis Leavenworth 28 listopada 1885 roku.